# Hwang Hui-te
Hwang Hui-te (korejsky 황희태), (* 12. června 1978 Mokpcho, Jižní Korea) je bývalý reprezentant Jižní Koreje v judu.

## Sportovní kariéra
Patřil k nejtvrdším zápasníkům své doby. Do jihokorejské reprezentace se dostal v pokročilejším věku a hned na první velké akci mistrovství světa bral zlatou medaili. Jeho judo bylo zápasnicky laděné, byl vyznavačem dnes již zakázaného leggrabingu a potom velmi silný v ne-waza. Po zákazu útoku na nohu zlepšil své strhy sutemi-waza a techniku seoi-nage.
Účastnil se dvou olympijských her. V roce 2004 na olympijských hrách v Athénách byl favoritem na jednu z medailí. V semifinále však prohrál v závěru s Japoncem Izumim a v boji o třetí místo podlehl ruskému reprezentantu Taovovi. Za čtyři roky se do olympijské nominace nevešel na úkor Čchö Son-hoa. Výsledkem byl přestup do vyšší váhy, ve které si účast v roce 2012 na olympijských hrách v Londýně pohlídal. Postoupil opět do semifinále, kde v zápasnicky laděném duelu těsně nestačil na Mongola Tüvšinbajara. V boji o třetí místo podlehl Nizozemci Grolovi. Olympijské medaile se nakonec nedočkal.

## Výsledky
| Turnaj            | 2003         | 2004         | 2005         | 2006         | 2007         | 2008         | 2009           | 2010           | 2011           | 2012           |
| Turnaj            | 25           | 26           | 27           | 28           | 29           | 30           | 31             | 32             | 33             | 34             |
| Turnaj            | střední váha | střední váha | střední váha | střední váha | střední váha | střední váha | polotěžká váha | polotěžká váha | polotěžká váha | polotěžká váha |
| ----------------- | ------------ | ------------ | ------------ | ------------ | ------------ | ------------ | -------------- | -------------- | -------------- | -------------- |
| Olympijské hry    |              | 5.           |              |              |              | —            |                |                |                | 5.             |
| Mistrovství světa | 1.           |              | úč.          |              | —            |              | —              | úč.            | úč.            |                |
| Asijské hry       |              |              |              | 1.           |              |              |                | 1.             |                |                |
| Mistrovství Asie  | —            |              | —            | —            | —            |              | 2.             | —              | 2.             |                |